# Cobubatha nubidice
Cobubatha nubidice là một loài bướm đêm trong họ Noctuidae.